# Царские псалмы

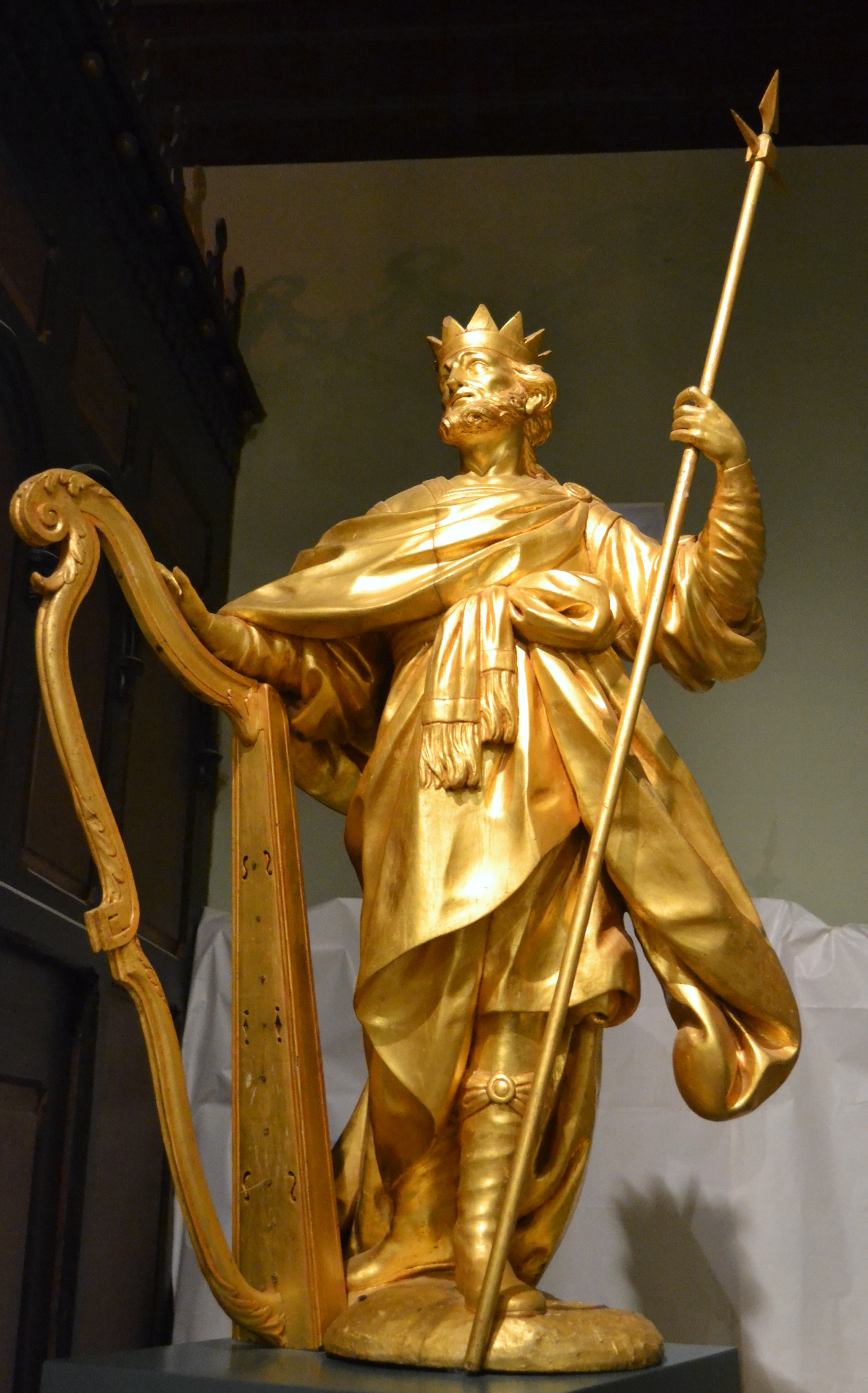
Героем царских псалмов часто выступает Давид

Царские псалмы — некоторые псалмы из входящей в Ветхий Завет книги Псалтирь, в центре которых стоит фигура царя и которые посвящены какому-либо важному событию из его жизни. Например, восхождению на престол (2-й псалом) или бракосочетанию (44-й псалом). 
В строгом смысле термин «царские псалмы» не обозначает какой-то определённый литературный тип. Ключевым критерием соответствия термину служит фигура главного героя.
К «царским» нередко относят псалмы: 2, 19, 20, 44, 71, 88, 100, 109, 131, 141 (перечень может корректироваться у различных авторов). Кроме того, псалмы 92—98 иногда называют «царскими», потому что они «прославляют Бога как царя».
«Царские» псалмы показывают особую связь Бога и царей, хотя точная дефиниция природы этой связи не очевидна. Они часто совпадают с «мессианскими» псалмами и псалмами, имеющими эсхатологический смысл. Ранняя Церковь слышала в таких псалмах обетования о Мессии. При этом «царские» псалмы нередко идеализировали земных царей, далеко не всегда соответствуя действительности.
«Царские» псалмы опровергают попытки библейских критиков отнести большинство псалмов к послепленному периоду, когда у Иудеи не было царя.